# Resonite
Resonite (ou Bundy Resonite) est une marque déposée par H.&A. Selmer, Inc. (USA) le 8 mars 1955 pour un matériau, de type plastique moulé, principalement utilisé pour la fabrication des corps des clarinettes, des hautbois et des bassons à la place du bois ou du métal à partir de mars 1948. 
Le nom Resonite est souvent associé aux instruments d'étude de la marque Bundy sous l'expression Bundy Resonite  clarinet. 
G. Leblanc Corporation disposant de la marque déposée Resotone ou Reso-Tone pour un matériau analogue utilisé pour les clarinettes d'étude Normandy a fait des recours juridiques en 1962 pour l'emploi de ce terme en s'appuyant sur l'antériorité d'un de ses brevets.

## Description et histoire
Contrairement à l'ébonite basé sur du caoutchouc naturel vulcanisé utilisé dans la facture instrumentale (bec,...) depuis le XIXe siècle, le matériau associé au Resonite est lié au technique de moulage par injection de thermoplastique bon marché utilisé par les industriels d'après guerre. Selmer USA présente ce matériau comme une alternative économique au bois aussi bien esthétique qu'acoustique et en termes de réponse thermique, insensible à l'humidité, non sujet aux fentes comme le bois et aux variations dimensionsionnelles liées aux conditions atmosphériques. Ce matériau s'usine facilement. 
L'avènement des nouveaux matériaux composites et plastiques moulés (résine phénolique - Bakélite, résine polymère, ABS...) provoque la fin de la clarinette en métal après la seconde guerre mondiale pour des raisons de facilité et de coûts de fabrication. Le plastique devient le nouveau matériau pour les instruments d'étude bon marché de la famille des bois comme les clarinettes en plastique ((en) plastic clarinet)... 
Selmer Bundy a employé le Resonite sur toute la famille des clarinettes série 1400 de la petite clarinette aux clarinettes contralto et contrebasse. Le matériau au début était lisse et brillant. 
« No cracking - No swelling - No Shrinking. »
— Publicité Selmer pour le matériau Resonite.
        
« Pas de fente - Pas de gonflement - Pas de rétrécissement. »
Le million d'exemplaires d'instruments produits en Resonite était atteint en 1978. 
Ce matériau plastique dédié aux instruments d'étude par les facteurs n'est pas parfaitement exploité  comme le bois pour la fabrication d'instruments de meilleure facture (qualité d'usinage, de poli de la perce, positionnement et taille des trous, clétage associé...); les travaux de recherche montrent l'absence de différence acoustique notable entre ceux fabriqués en bois et ceux en d'autres matériaux comme le Résonite, l'ébonite ou le métal. Ce matériau plastique est souvent connoté négativement pour des raisons psycho-acoustiques auprès des musiciens expérimentés et professionnels. 

« En d'autres lieux (USA) on a tenté de faire des clarinettes en matière plastique moulée. Mais le moulage de tuyaux aussi compliqués que celui de la clarinette pose des problèmes difficiles; en particulier le démoulage est suivi de déformations des perces. Actuellement la belle clarinette reste la clarinette en ébène, matériau éprouvé, mais de prix élevé, malheureusement. »

— Émile Leipp, Bulletin du GAM n°71 (1973) 
Leblanc a également utilisé d'autres matériaux dénommés Plastinite ou Viton pour les clarinettes Normandy dans les années 1970.
De nos jours, le facteur Buffet Crampon a modernisé le concept avec un matériau composite (résine, sciure de bois d'ébène du Mozambique, fibre de carbone... ) appelé Green Line pour remplacer le bois d'ébène notamment pour les modèles de clarinette haut de gamme.
Conn-Selmer indique désormais utiliser un matériau Resonite ABS (plus léger) pour le corps de ses instruments d'étude en plastique, dont la finition du corps est maintenant satinée avec une texture de « grain de bois » brossé. Le facteur d'instrument à vent Jupiter (en) a déposé la marque Duraline pour un matériau analogue dit « durable ».